# 巨勢山323号墳
巨勢山323号墳（こせやまさんびゃくにじゅうさんごうふん）は、奈良県御所市西寺田にある古墳。形状は方墳。巨勢山古墳群（国の史跡）を構成する古墳の1つ。

## 概要
奈良盆地南西部、巨勢山山塊から北に延びる支尾根上において、先行する中期古墳（769号墳）を破壊して築造された古墳である。1985年（昭和60年）に発掘調査が実施されている。
墳形は方形で、南北11.2メートル・東西14.8メートル・高さ2.25-3.00メートルを測る。墳丘は版築によって構築され、盛土からは先行古墳の埴輪片（川西編年IV期・TK23型式期：5世紀後半頃）・須恵器片・鉄製品残欠（馬具片・鉄鏃片など）が出土している。また墳丘の北側・南側では周溝が認められる。埋葬施設は横口式石槨で、南方向に開口する。総数約800基におよぶ巨勢山古墳群の中でも希少な横口式石槨を採用する点で注目される。石槨内は盗掘に遭っており、調査では須恵器片・土師器片のみが検出されている。
築造時期は、古墳時代終末期の7世紀中葉（飛鳥II期）頃と推定される。一帯の支群では中心的位置に所在するが、支群形成の端緒的位置づけの先行古墳を破壊して築造されており、支群の系譜とは断絶後に築造された最有力古墳として、巨勢山古墳群の形成を考察するうえで重要視される古墳になる。

## 埋葬施設

石槨俯瞰図

石槨展開図

埋葬施設としては横口式石槨が構築されており、南方向に開口する。石槨部に短い羨道が接続する構造で、前面には墓道が接続する。石槨の規模は次の通り。
- 石槨全長：5.36メートル
- 石槨部：長さ2.10メートル、幅0.90メートル、高さ0.80-0.81メートル
- 羨道：長さ3.26メートル、幅1.45-1.55メートル、現存高さ1.17-1.27メートル
- 墓道：最大幅2.5メートル、最大深さ0.3メートル

石槨の石材は葛城石石英閃緑岩で、切石・割石を組み合わせて構築される。切石の表面は敲打具技法によって調整され、石材の目地には漆喰が認められる。石槨部は、床石2石・左右側石各1石・奥壁1石・天井石1石の切石6石からなる。石槨部の扉石は緑泥片岩製の板状のもので、現存最大厚さ5.1センチメートルを測る。
羨道部では、左右両側壁は粗雑な切石2石と小割石数石、天井石は2石からなり、床面は土床である。羨道の天井石のうち、開口部側の1石は調査時点で破壊されて石槨内に落とし込まれた状態で検出され（現在は復元）、奥側の1石も開口部側を欠失する。墓道は断面逆台形を呈する。
石槨内は盗掘・再利用に遭っており、再利用面から複数の遺物が出土している。最古のものは須恵器坏H・土師器坏Cで、飛鳥II期に比定され、築造時期を示唆する。また中世の再利用時の遺物として、焼土・炭層のほか土器片（13世紀前半の瓦器埦、15世紀代の土師器羽釜や、土師器皿）・鉄鎌や、火熱を受けた動物遺存体が出土している。

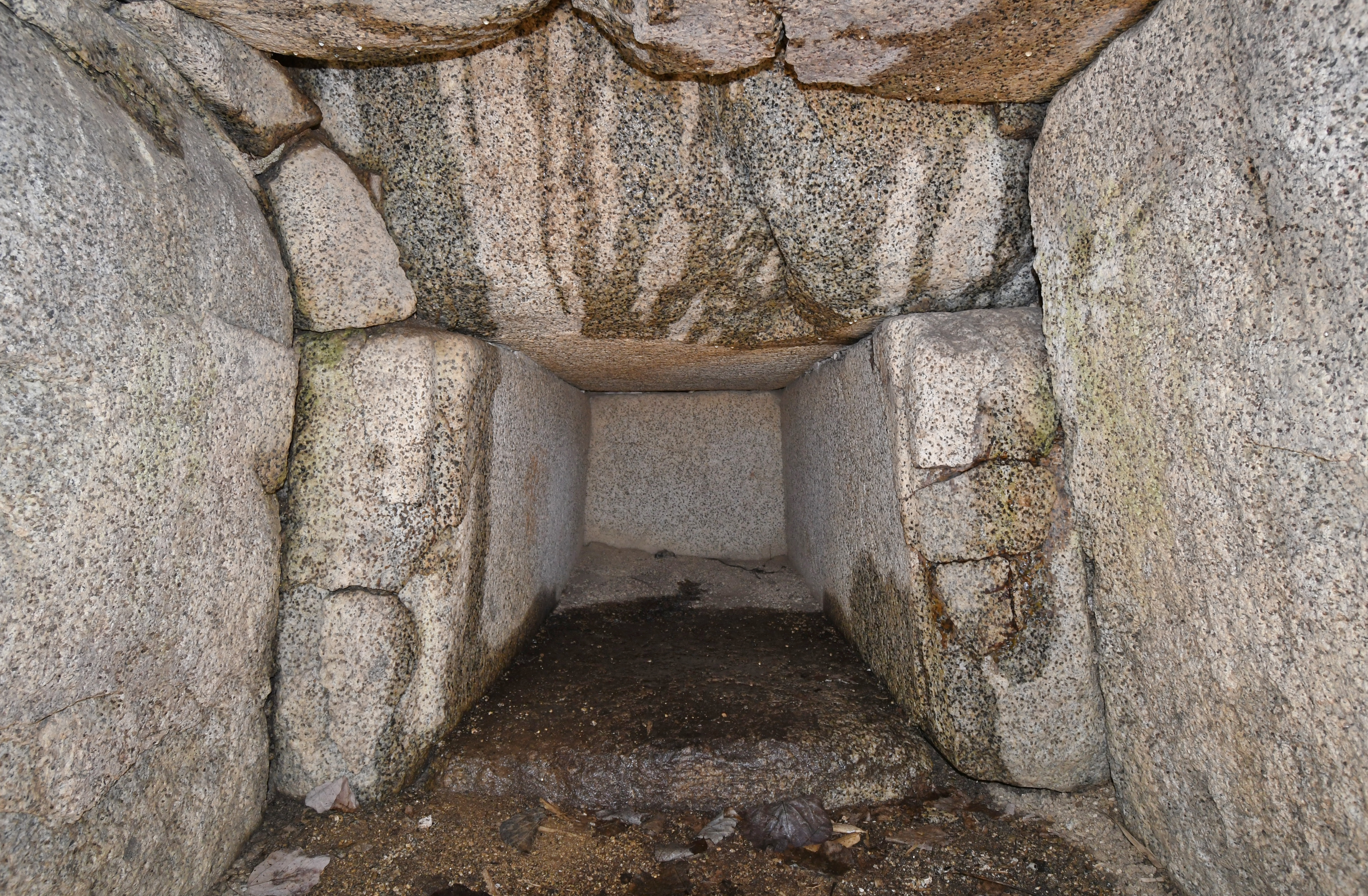
石槨部前面
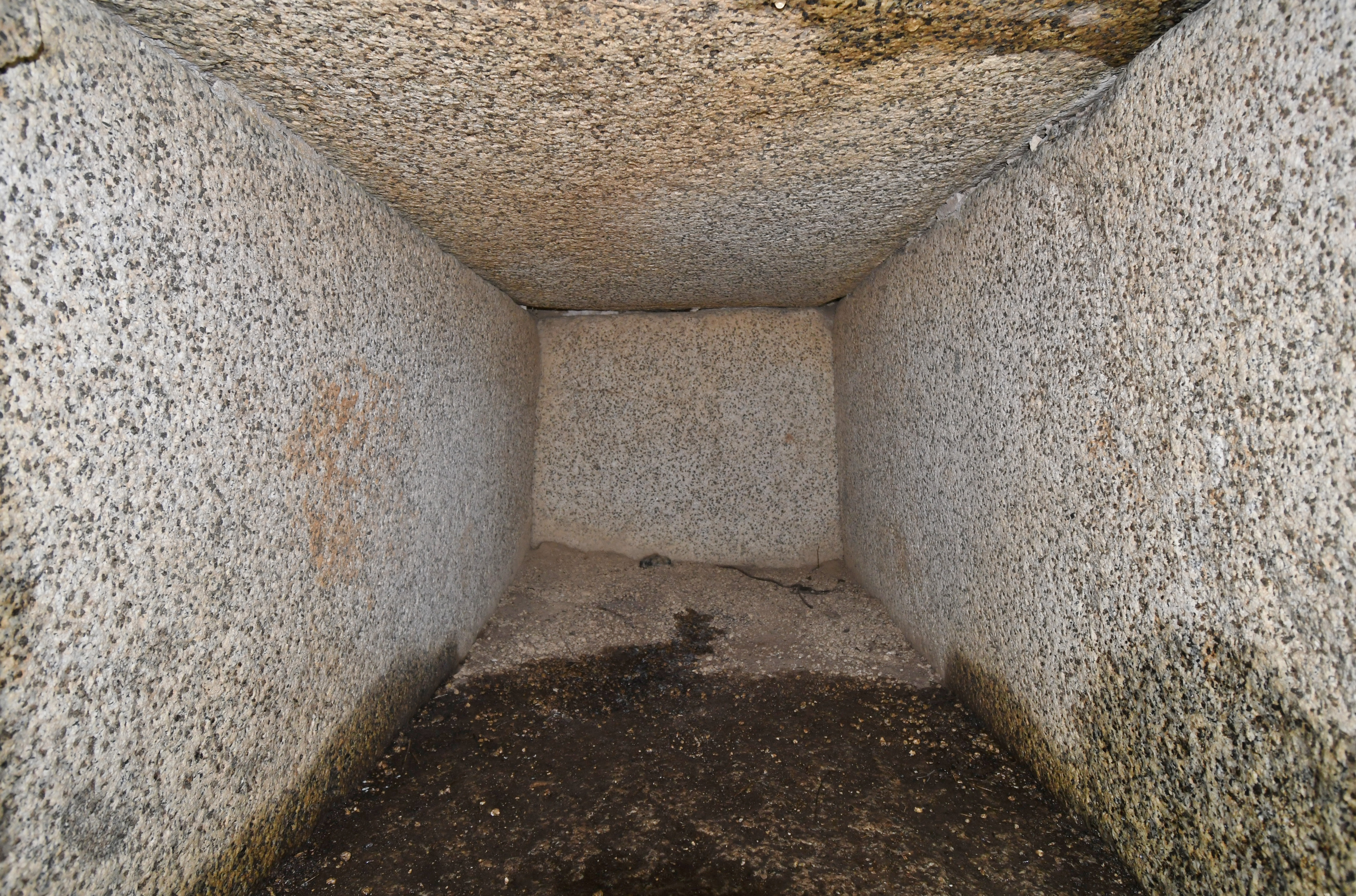
石槨部（奥壁方向）
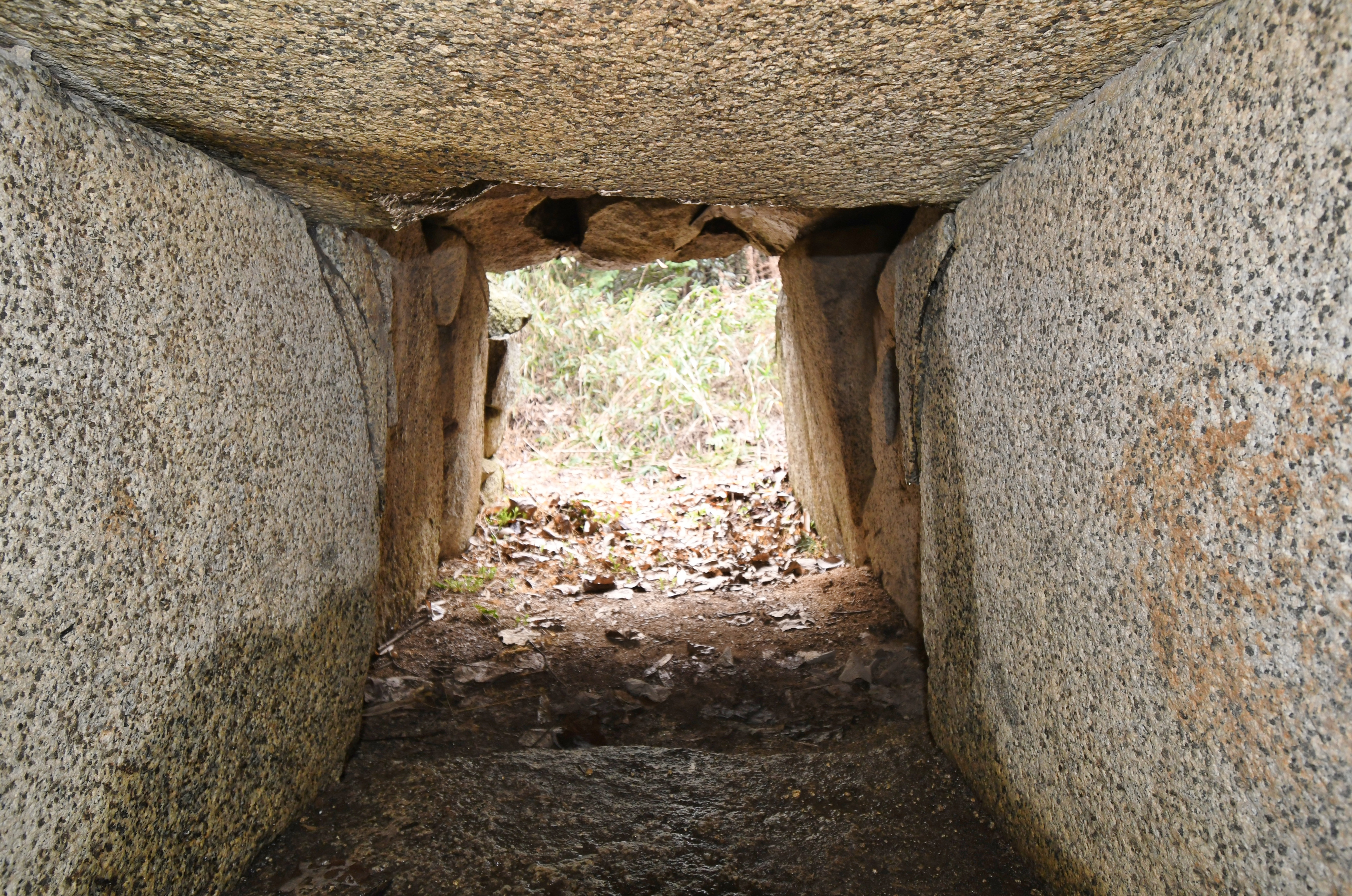
石槨部（開口部方向）
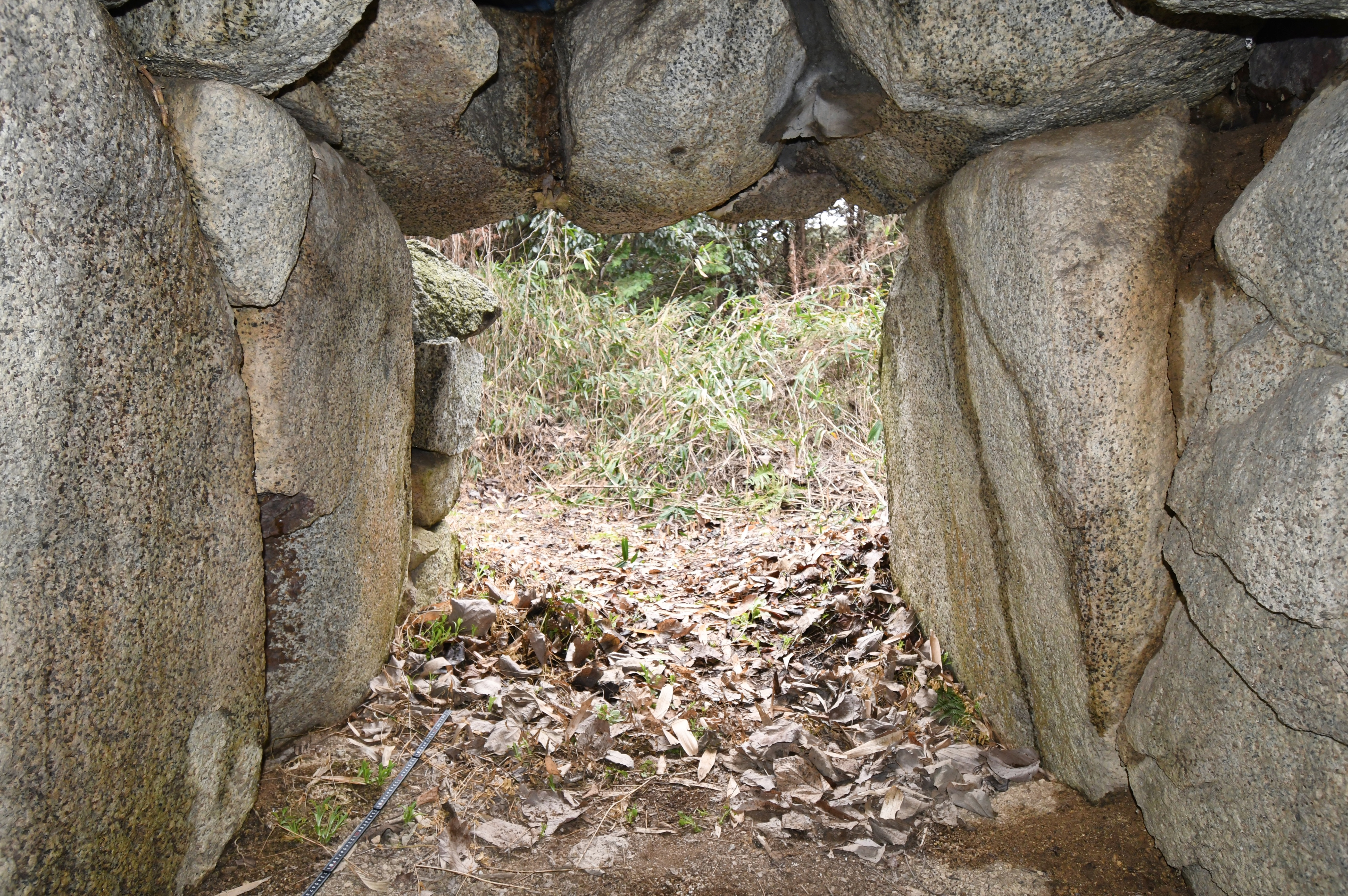
羨道（開口部方向）
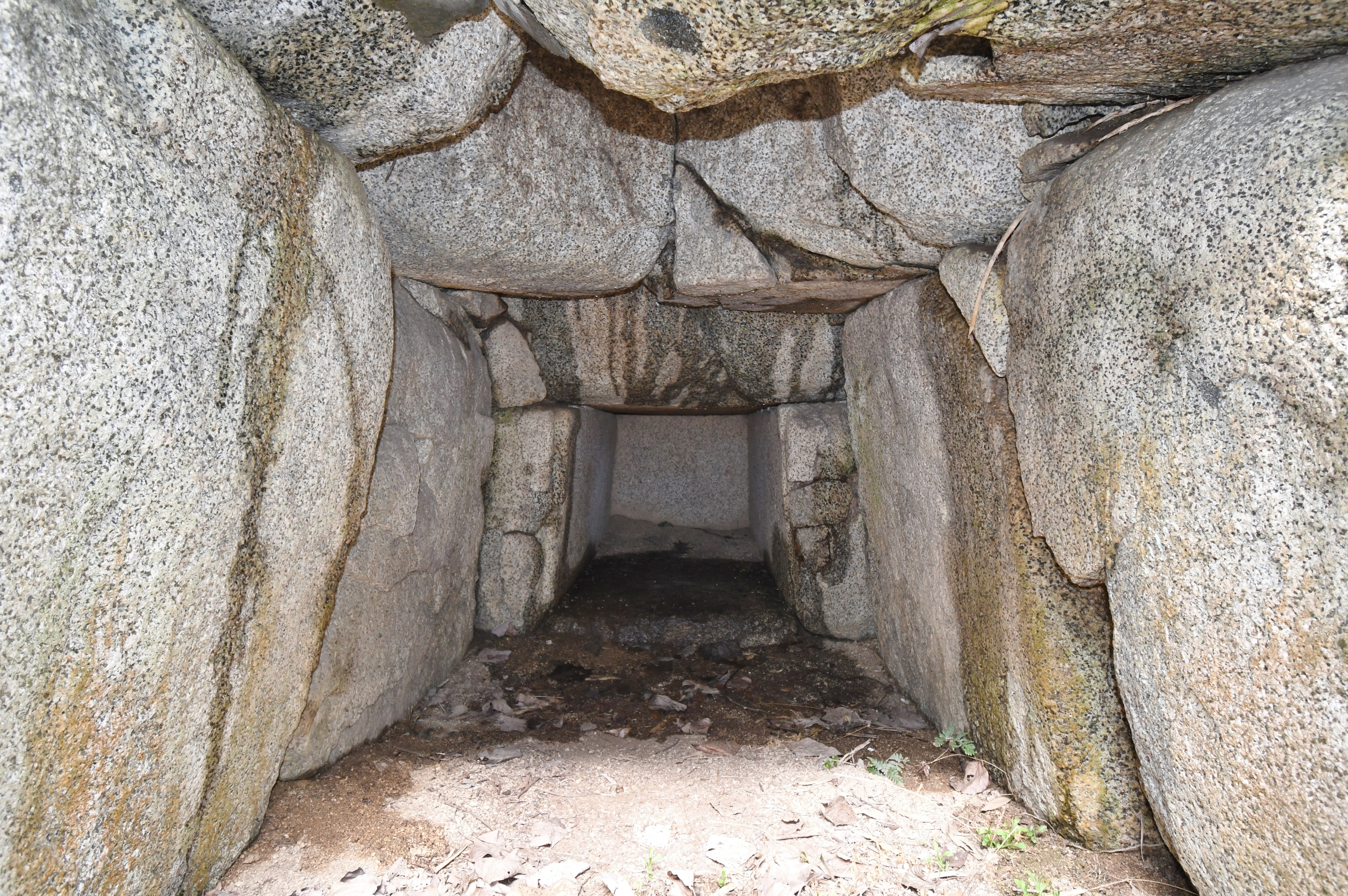
羨道（石槨部方向）
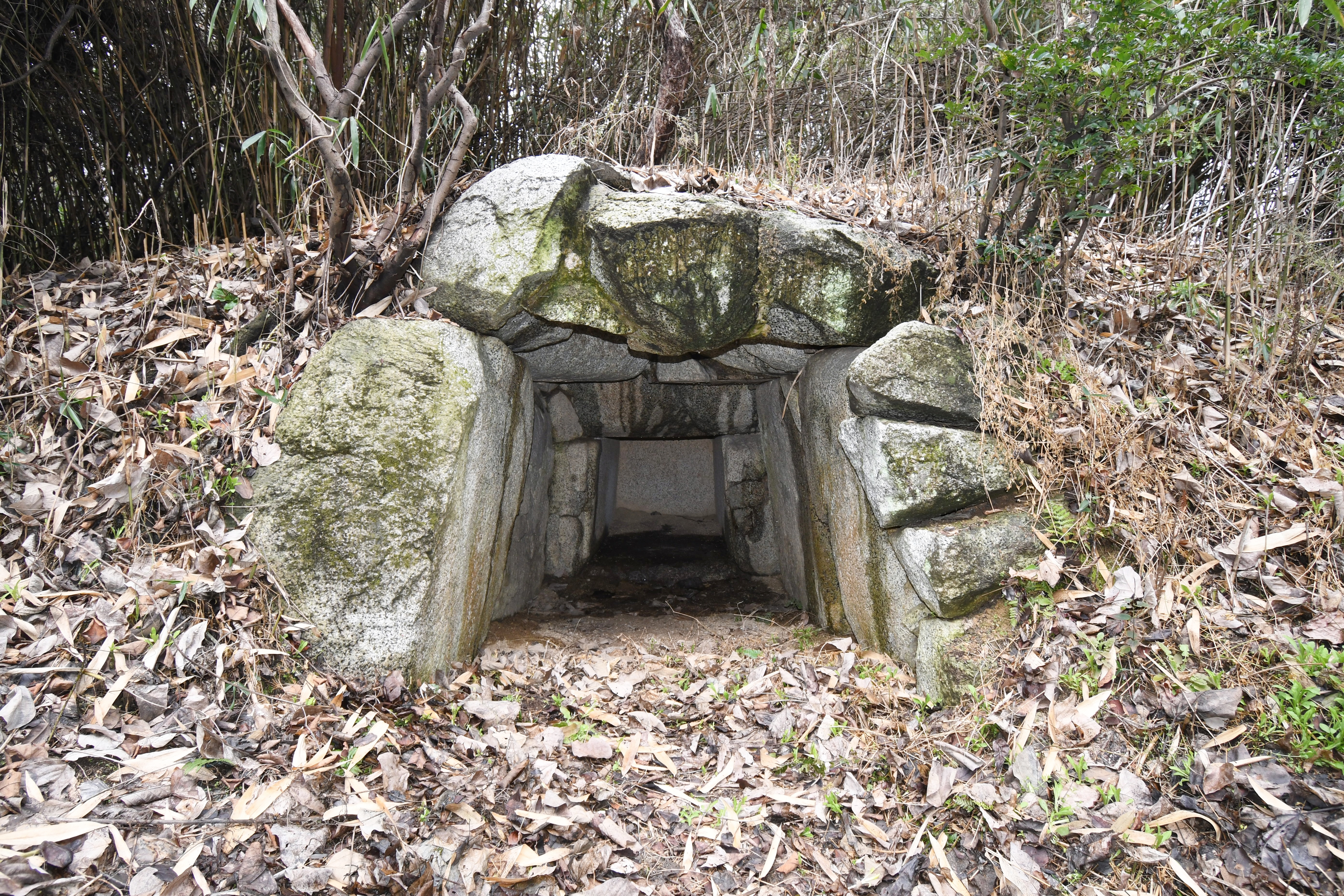
開口部

## 交通アクセス
- 奈良交通バス「寺田橋」バス停下車徒歩約7分

JR和歌山線高田駅から徒歩約3分「高砂町」バス停から約30分、または北宇智駅から徒歩約5分「住川」バス停から約15分